# Auftragsberatungsstelle
Die Auftragsberatungsstellen (ABST) sind überwiegend gemeinschaftliche Dienstleistungseinrichtungen der deutschen Industrie- und Handelskammern (IHKs) und Handwerkskammern (HwKs) und unterstützen Unternehmen bei der Erarbeitung von Angeboten für öffentliche Auftraggeber sowohl national als auch EU-weit. Eine Vielzahl der Angebote ist für Mitgliedsunternehmen kostenfrei.
Gleichzeitig sind die Auftragsberatungsstellen der "offizielle" Ansprechpartner für Beschaffungsstellen auf der Ebene von Ländern und Gemeinden für Fragen der Vergabe öffentlicher Aufträge. Die Vergaberegelungen finden sich u. a. im Gesetz gegen Wettbewerbsbeschränkungen (GWB), in der Vergabeverordnung (VgV), in der Sektorenverordnung (SektVO), in der Unterschwellenvergabeordnung (UVgO) sowie der Vergabe- und Vertragsordnung für Bauleistungen (VOB). In einer Vielzahl von Regelungen und Richtlinien des Bundes und der Länder ist die Rolle der Auftragsberatungsstellen als Wettbewerbsregulativ und wirtschaftsfördernde Einrichtung definiert.

## Angebote der Auftragsberatungsstellen
- Information über das öffentliche Auftragswesen: GWB, VgV, SektVO, UVgO und VOB/A
- Beratung von Unternehmen zur Teilnahme an Ausschreibungen, Unterstützung bei der Angebotserstellung
- Beratung Öffentlicher Auftraggeber bei Planung und Durchführung einer Ausschreibung
- Registrierung von Unternehmen aus Industrie, Handwerk, Handel und Dienstleistung, um sie öffentlichen Auftraggebern im Rahmen Freihändiger Vergabe und Beschränkter Ausschreibung benennen zu können
- Benennung geeigneter Bewerber als Serviceleistung für Auftraggeber, die im Rahmen von Markterkundungen vor nicht-öffentlichen Ausschreibungen qualifizierte Firmen suchen
- Unterstützung von Unternehmen bei der Akquisition öffentlicher Aufträge; dazu gehören z. B. die Information über veröffentlichte Ausschreibungen, die Durchführung von Recherchediensten in Ausschreibungs-Datenbanken, Tipps zu Marketing-Strategien usw.
- Amtliches Verzeichnis präqualifizierter Unternehmen: Unter der Federführung des DIHK bieten die ABSTn ein Zertifizierungssystem gem. § 35 Abs. 6 UVgO bzw. § 48 Abs. 8 VgV an (https://amtliches-verzeichnis.ihk.de/).
- Durchführung von Schulungen und Seminaren auf dem Gebiet des öffentlichen Auftragswesens für Auftraggeber und Auftragnehmer

## Ständige Konferenz der Auftragsberatungsstellen
Die Ständige Konferenz der Auftragsberatungsstellen (STKA) ist ein freiwilliger Zusammenschluss der deutschen Auftragsberatungsstellen. Sie ermöglicht eine enge, bundeslandübergreifende Zusammenarbeit. Im Rahmen der Ständigen Konferenz stimmen die Auftragsberatungsstellen ihre Aktivitäten ab und agieren mit einer Stimme, wenn es um politische Fragen zum Vergabewesen geht. Das Sekretariat der Ständigen Konferenz ist bei der Auftragsberatungsstelle Mecklenburg-Vorpommern angesiedelt. Die Ständige Konferenz wird von einem Sprecherteam (Lars Wiedemann, Mecklenburg-Vorpommern, Andreas Rönnau, Hamburg) geführt. Bis Oktober 2020 war Petra Bachmann Sprecherin, sie folgte auf Anja Theurer, die bis Anfang 2018 für 8 Jahre Sprecherin war.